# Manetone
Manetone (in greco antico: Μανέθων?, Manèthōn o Μανέθως, Manèthōs; in latino Manĕthō; fl. III secolo a.C.) è stato uno storico e sacerdote egizio originario di Sebennito (in egizio: Djebnetjer) vissuto in epoca tolemaica, all'inizio del III secolo a.C.

## Nome
Il nome originale egizio di Manetone è andato perduto, ma alcuni, basandosi su antroponimi egizi assonanti con la versione greca, hanno ipotizzato che significasse "Dato da Thot", "Amato da Thot", "Amato da Neith" oppure "Amante di Neith". Proposte di ricostruzione meno accettate sono Myinyuheter ("Mandria di cavalli" o "Sposo") e Ma'anidjehuti ("Ho visto Thot"). Nella lingua greca, i primi frammenti (un'iscrizione di data incerta sulla base di un busto in marmo nel Tempio di Serapide a Cartagine e gli scritti dello storico giudaico Flavio Giuseppe del I secolo d.C.) indicano il suo nome come Μανέθων, Manèthōn.

## Dibattito sull'esistenza e sulle opere
Benché non si disponga di alcuna informazione sulle date della sua vita e della sua morte, Manetone è associato al regno di Tolomeo I Soter (323–283 a.C.) dallo storico greco Plutarco mentre, secondo lo storico bizantino Giorgio Sincello (che ebbe modo di leggerlo), Manetone avrebbe indicato il proprio rapporto con il successore Tolomeo II Filadelfo (285–246 a.C.). Se la menzione di un tale di nome Manetone nei Papiri Hibeh, risalenti al 241/0 a.C., si riferisse al celebrato autore degli Aegyptiaca, allora Manetone potrebbe aver scritto durante il regno di Tolomeo III Evergete (246–222 a.C.) ma anche in anni successivi: non è infatti detto che si tratti del Manetone presente nei Papiri Hibeh. Benché la storicità di Manetone di Sebennito fosse data per certa già da Flavio Giuseppe e dagli autori successivi, il dibattito sulla sua effettiva esistenza è ancora aperto e problematico. Il Manetone dei Papiri Hibeh non ha titoli e il documento concerne certi affari nell'Alto Egitto, dove si ritiene che lo storiografo Manetone abbia svolto le proprie funzioni sacerdotali, e non nel Basso Egitto. Il nome Manetone è raro ma non esiste una ragione per assumere a priori che il Manetone dei Papiri Hibeh sia lo storico di Sebennito che si ritiene abbia redatto gli Aegyptiaca per Tolomeo II Filadelfo. 
Manetone è passato alla storia come un nativo egizio: la sua lingua madre sarebbe verosimilmente stata l'antico egizio. Benché abbia trattato di argomenti propriamente antico-egizi, pare abbia scritto in greco per un pubblico di madrelingua greca. Altre opere letterarie attribuitegli includono: Critica ad Erodoto; Libro Sacro; Sul rito antico e sulla religione; Sulle feste; Sulla preparazione del kyphi (una sorta di incenso) e una Epitome di dottrine fisiche. Anche il Libro di Sothis è stato attribuito a Manetone. È importante notare che nessuno dei testi menzionati compare in attestazioni risalenti all'epoca tolemaica, il periodo in cui sarebbe vissuto Manetone di Sebennito: di fatto, nessuna fonte antecedente al I secolo a.C. li menziona. Ne deriverebbe una discrepanza di tre secoli tra il periodo in cui si suppone siano stati composti gli Aegyptiaca e quello della loro prima attestazione documentata; la forbice si allarga se si considerano gli altri testi elencati: il Libro Sacro, per esempio, non fu mai nominato fino al IV secolo, quando lo prese in considerazione lo scrittore Eusebio di Cesarea.
Qualora Manetone sia stato una figura storica realmente esistita, sembra sia stato un sacerdote del dio-sole Ra presso Eliopoli, centro del suo culto (il bizantino Giorgio Sincello riferisce che sarebbe stato proprio il sommo sacerdote). Plutarco lo considerò un'autorità del culto di Serapide (fusione sincretica di Osiride e Api): lo stesso Serapide era una versione greco-macedone del culto egizio iniziato, probabilmente, al tempo della fondazione di Alessandria d'Egitto da parte di Alessandro Magno; una sua statua fu importata da Tolomeo I nel 286 a.C. (o da Tolomeo II nel 278 a.C.) come attestano Tacito e Plutarco. Vi è anche una tradizione antica secondo cui Timoteo di Atene (autorità del culto di Demetra a Eleusi) avrebbe collaborato con Manetone per l'instaurazione del nuovo culto di Serapide, ma la fonte di ciò non è mai stata chiarita e potrebbe derivare da un'opera attribuita a Manetone: nel qual caso non avrebbe valore documentario a sé stante e non rafforzerebbe la storicità del Manetone sacerdote e storico del III secolo a.C.

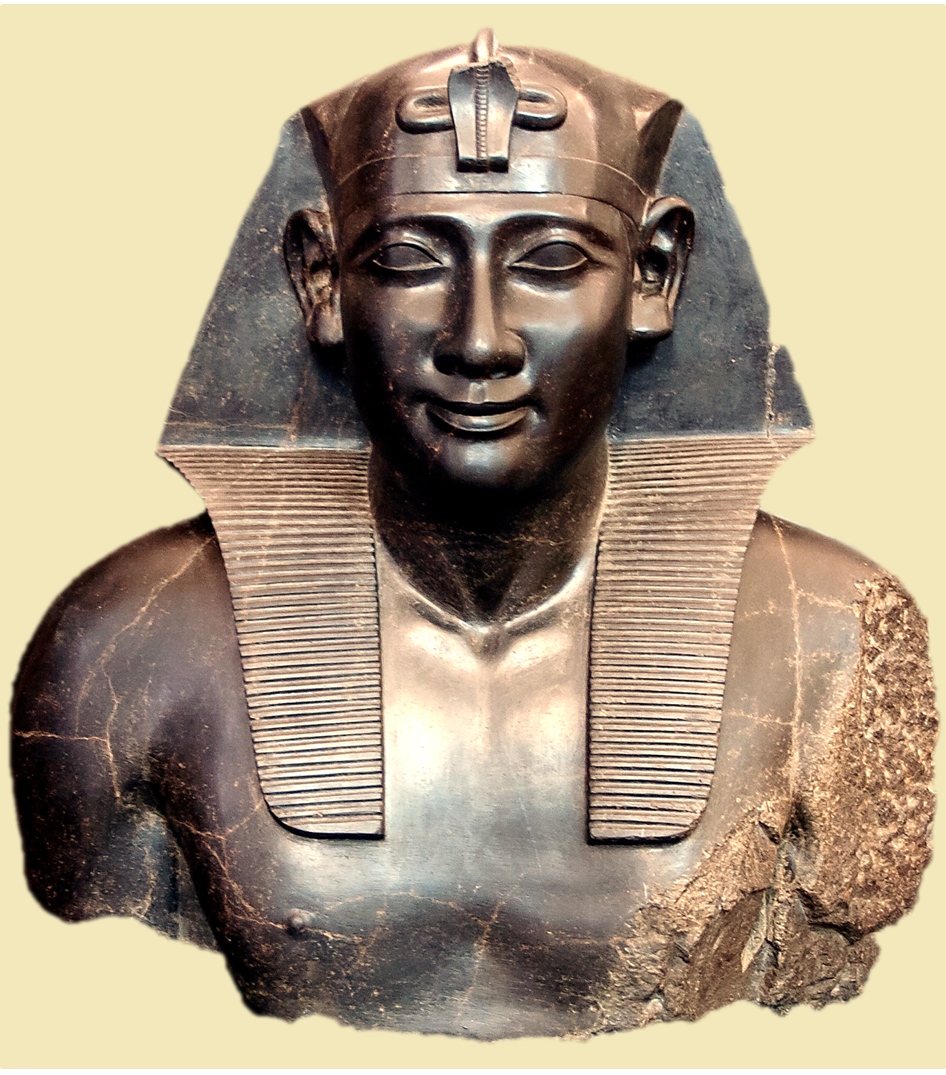
Busto di Tolomeo I Soter, British Museum, Londra.
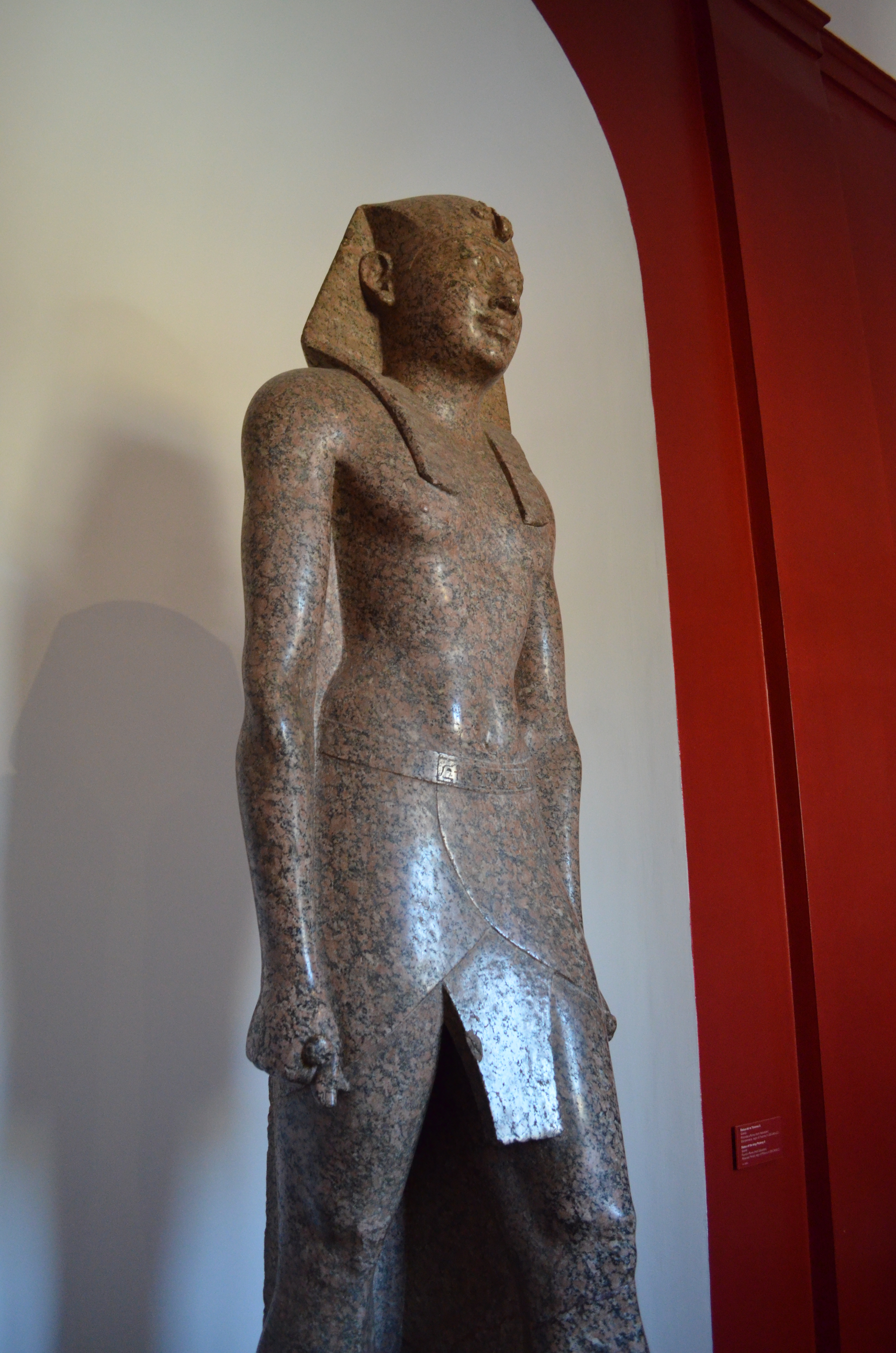
Colosso di Tolomeo II Filadelfo, Museo gregoriano egizio, Città del Vaticano.
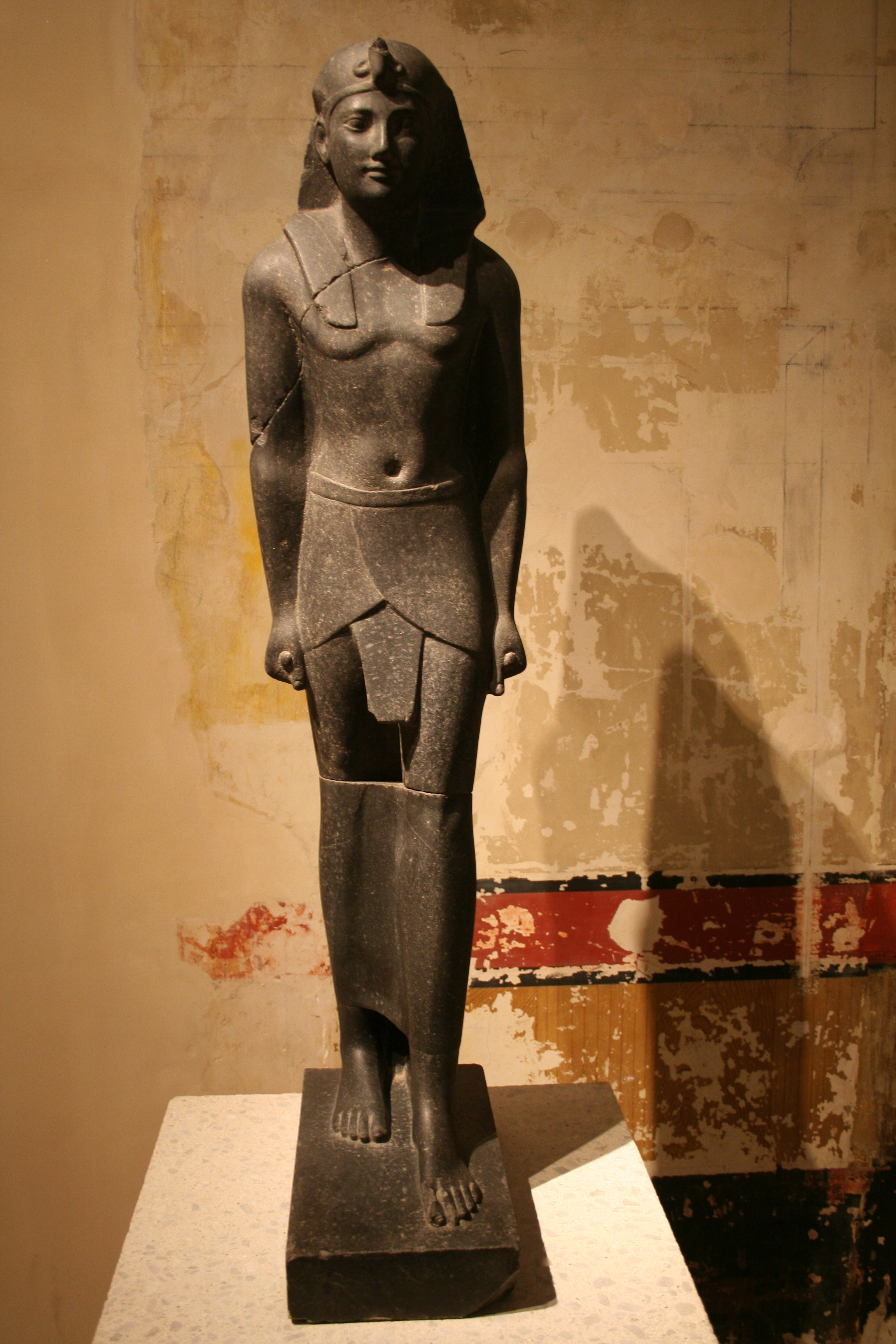
Statua di Tolomeo III Evergete. Neues Museum, Berlino.
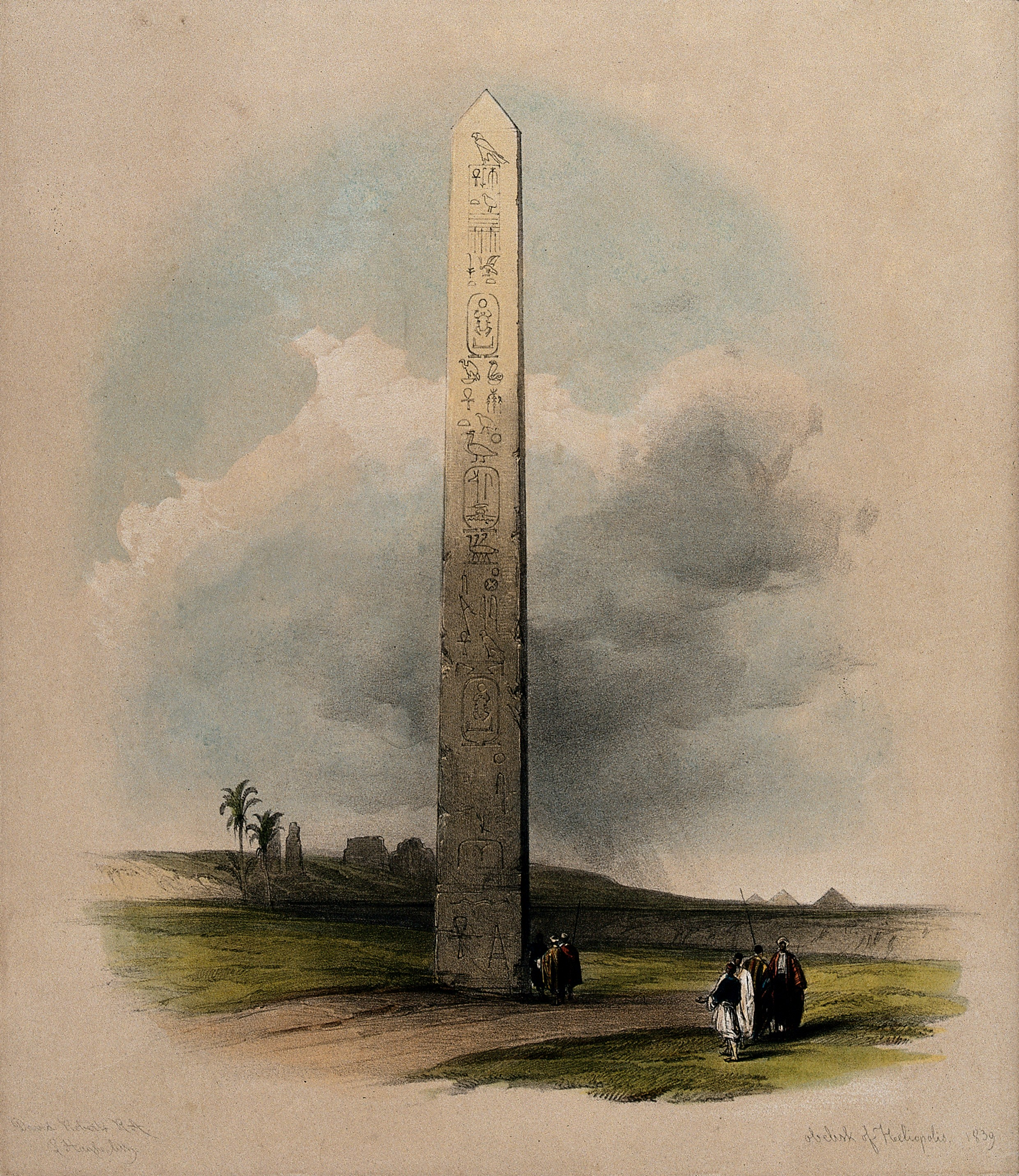
Obelisco del Tempio di Ra a Eliopoli; acquerello di David Roberts.
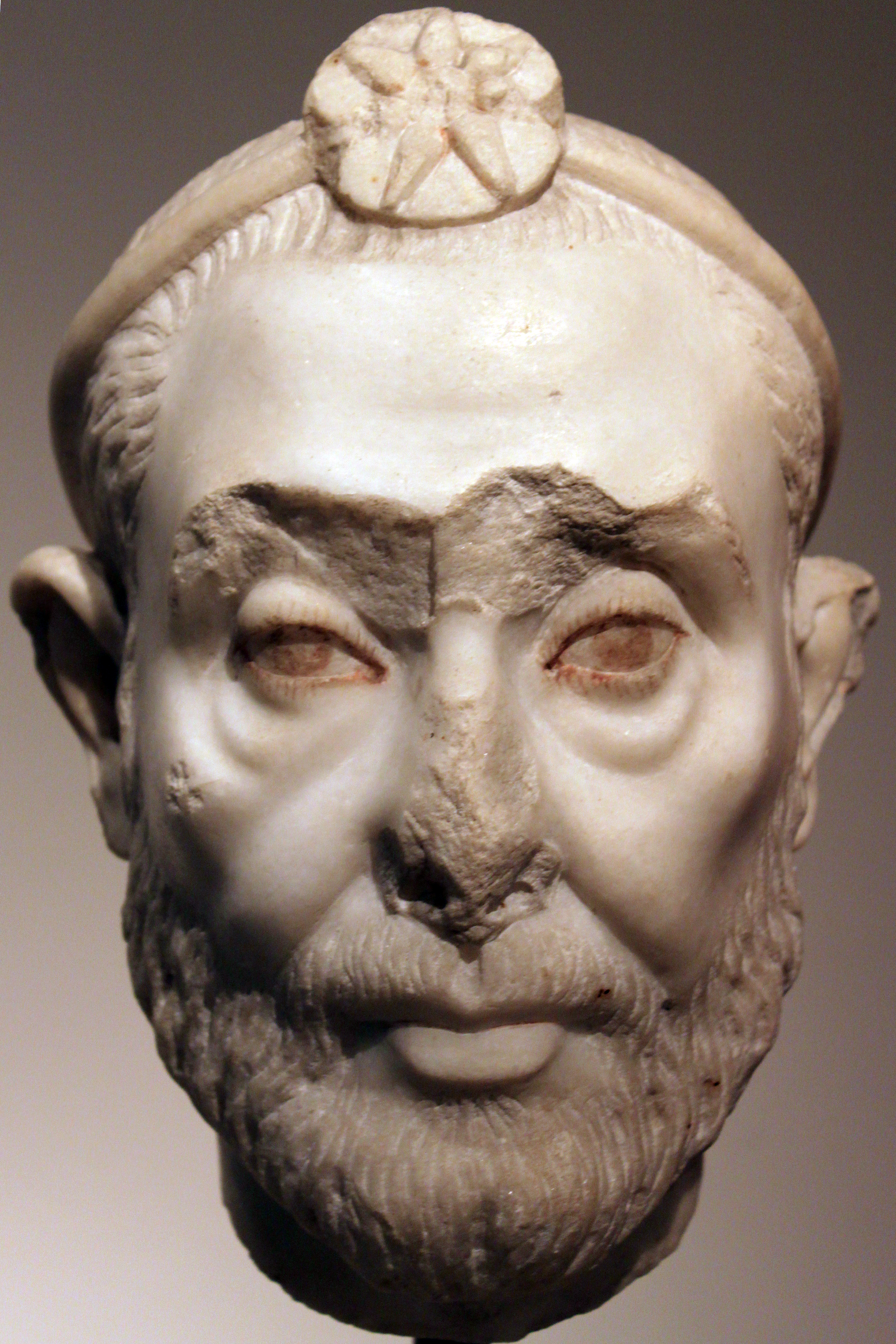
Testa di anonimo sacerdote di Serapide. Altes Museum, Berlino.

## Aegyptiaca

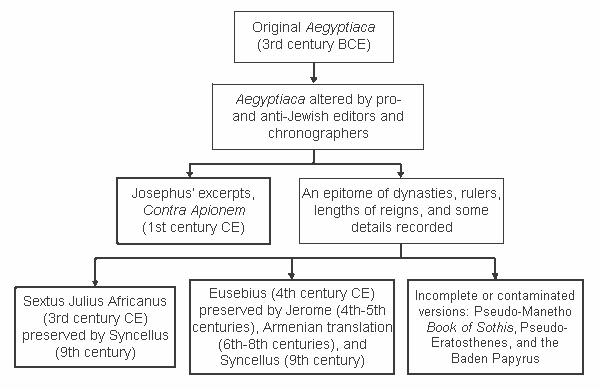
Schema delle vicende della trasmissione del testo manetoniano.

Manetone è ritenuto l'autore degli Aegyptiaca (gr. Αἰγυπτιακά, Aigyptiakà), o Storia dell'Egitto, su commissione di Tolomeo II Filadelfo. L'opera è di primario interesse per gli egittologi per le informazioni che fornisce sulla cronologia dei regni degli antichi faraoni. Potrebbe essere stata l'opera più imponente fra quelle attribuite a Manetone: certamente la più importante. Era organizzata in ordine cronologico e suddivisa in tre libri (vedi oltre). Aver diviso i sovrani per dinastie (I dinastia, II dinastia ecc.) costituì una novità; il termine "dinastia" (in greco δυναστεία, dynasteia, "potere di governo") intende un gruppo di sovrani con la medesima origine. Ciononostante, l'autore non impiegò il termine in senso moderno, seguendo la sola consanguineità, ma attribuendo a ciascuna dinastia una sorta di continuità: geografica (la IV dinastia di Menfi, la V dinastia da Elefantina) oppure genealogica (soprattutto la I dinastia, per la quale l'autore chiama il successore "figlio" del predecessore per chiarirne la continuità). Negli Aegyptiaca, la sovrastruttura della suddivisione genealogico/dinastica forniva la base alla narrazione vera e propria delle vite dei faraoni. Alcuni hanno ipotizzato che gli Aegyptiaca siano stati redatti per competere con le Storie di Erodoto e fornire all'Egitto una storia nazionale mai analizzata prima d'allora; in questa prospettiva la Critica ad Erodoto potrebbe essere stata un sunto o una parte degli Aegyptiaca che avrebbe goduto di circolazione indipendente. Purtroppo, né gli Aegyptiaca né la Critica ad Erodoto si sono conservati; circa il primo scritto sussistono 32 frammenti, provenienti da estratti di due tipi.

### Paternità dell'opera e data di composizione
La più antica menzione nota degli Aegyptiaca è dello scrittore giudaico Flavio Giuseppe nella sua opera Contro Apione (Contra Apionem), posteriore al 94 d.C. Non si è conservato alcuno scritto dei tre secoli precedenti che nomini gli Aegyptiaca: ciò ha sollevato seri dubbi sulle reali data e paternità dell'opera. La nozione che vuole si trattasse storia ufficiale e autorevole dell'Egitto composta in greco su commissione di re Tolomeo II Filadelfo potrebbe essere stata ignorata dagli studiosi e bibliotecari di Alessandria dell'età ellenistica (appunto per tale assenza di documentazione coeva su Manetone) e di conseguenza l'informazione di Flavio Giuseppe perderebbe credibilità. 

#### Ipotesi di Tolomeo di Mendes
Si può perfino supporre che gli Aegyptiaca siano stati composti durante la dominazione romana dell'Egitto, iniziata nel 30 a.C. — ovviamente non dopo la menzione che Flavio Giuseppe ne fece intorno al 94 d.C. e quindi tra il 30 a.C. e il 94 d.C.
Se così fosse, l'autore reale, che alcuni studiosi speculano possa essere stato Tolomeo di Mendes, un colto greco nato e cresciuto nell'Egitto augusteo, sacerdote della religione egizia, potrebbe aver attribuito la sua ricerca storiografica in tre volumi al più antico Manetone per motivi di prestigio e credibilità. Stando alla testimonianza di Clemente di Alessandria (circa 150–215), Tolomeo di Mendes avrebbe composto una storia dell'Egitto in tre libri all'epoca dell'imperatore e faraone Augusto. Clemente di Alessandria citò numerosi autori nelle proprie opere, avendo normalmente accesso alla straordinaria Biblioteca di Alessandria, ma non menzionò mai Manetone né tantomeno i suoi Aegyptiaca in tre libri. Lo stesso si può dire per lo scrittore Taziano il Siro (circa 120–180), altro autore cristiano molto letto nel II secolo d.C.; nella sua Oratio ad Graecos (Appello ai Greci) Taziano menziona solo Tolomeo di Mendes come "interprete delle loro [degli Egizi] azioni": egli menzionò virtualmente ogni autore in cui si sarebbe imbattuto durante i suoi studi (si interessò anche alla cronologia storica), senza mai nominare Manetone o gli Aegyptiaca. Taziano scrisse: 
(Taziano il Siro, Oratio ad Graecos 38.)

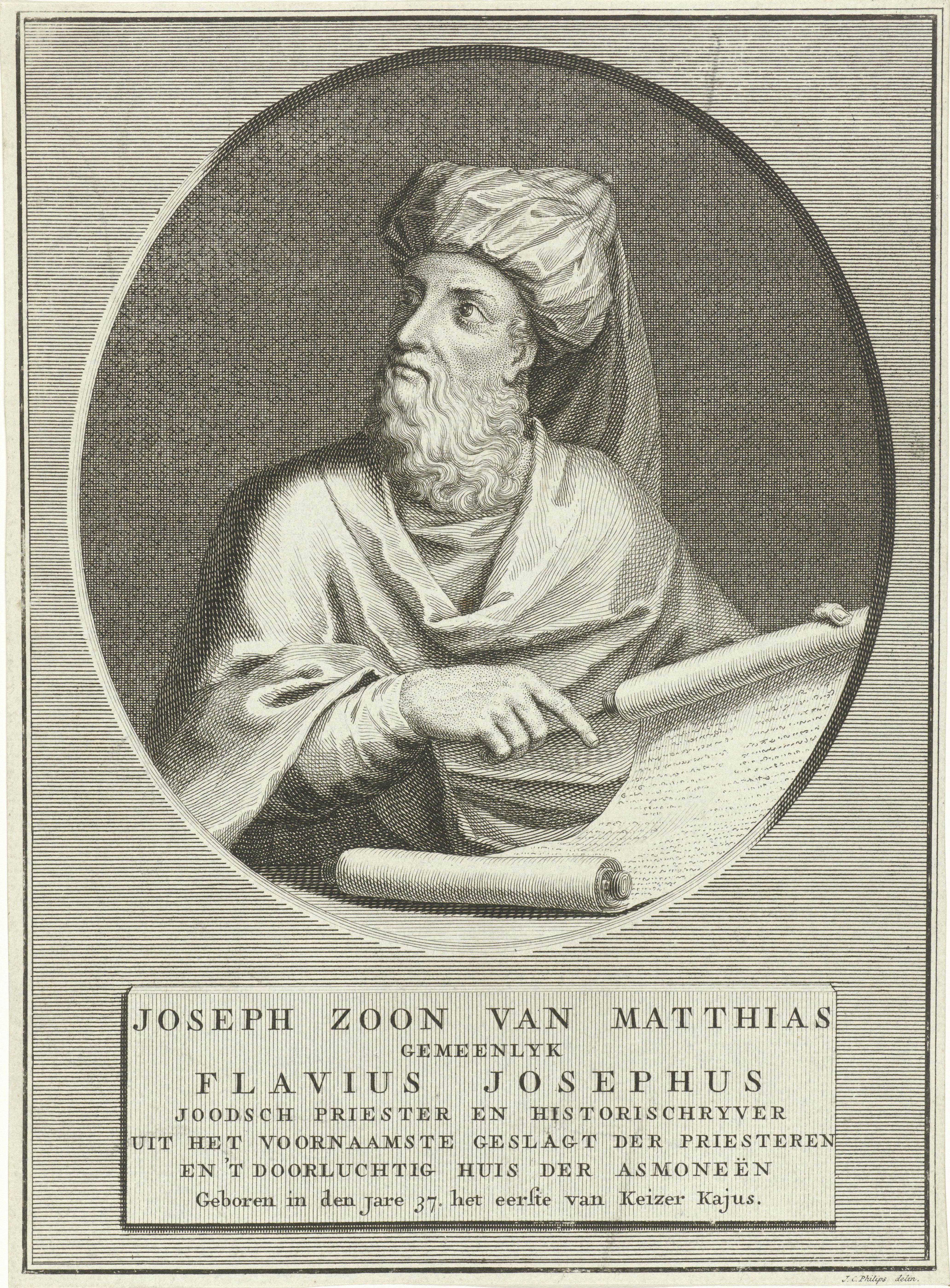
Ritratto ipotetico di Flavio Giuseppe, il primo autore a menzionare Manetone, tre secoli dopo l'epoca in cui si suppone sia vissuto.

Il nome Amosi (Ἄμωσις, Ámōsis) è la trascrizione greca del "nome del trono" Ahmose (in egizio: ah.mss.e), utilizzata per il faraone fondatore della gloriosa XVIII dinastia nell'edizione degli Aegyptiaca che Eusebio di Cesarea consultò per realizzarne l'epitome. Stando a quanto scrisse Tertulliano (circa 155–240), Tolomeo di Mendes avrebbe scritto dopo di Manetone, "seguendolo". Quest'ultima affermazione ha dato adito all'ipotesi che Tolomeo di Mendes avesse consultato e commentato gli scritti di Manetone; potrebbe anche significare che Tolomeo di Mendes sarebbe il responsabile di tutto ciò che pensiamo di conoscere di Manetone. È assai inverosimile che Taziano, Apione e Clemente di Alessandria fossero ignari dell'opera di Manetone di Sebennito in tre libri ma, stando a Taziano, Apione avrebbe letto e seguito lo scritto di Tolomeo di Mendes nel redigere la propria opera storiografica in cinque libri. Sembra quindi plausibile che Taziano, Apione e Clemente identificassero proprio Tolomeo di Mendes come autore degli Aegyptiaca in tre libri, e che lo stesso Tolomeo di Mendes si presentasse come trasmettitore delle parole di Manetone: in questo caso non si tratterebbe di uno scritto anonimo o pseudonimico, ma di uno scritto in cui Tolomeo di Mendes, sacerdote e storico egizio d'età augustea, avrebbe esplicitamente dichiarato di trascrivere le parole di un importante sommo sacerdote egizio vissuto tre secoli prima, Manetone di Sebennito. 
Questa teoria sulla vera paternità e data di composizione degli Aegyptiaca è supportata da un fraintendimento presente nella Suda, un'imponente enciclopedia bizantina del X secolo. Stando alla Suda sarebbero esistiti due autori di nome Manetone: uno da Mendes e uno da Sebennito o Diospoli Magna (la grande Tebe, nell'Alto Egitto). Eppure la Suda non attribuisce gli Aegyptiaca a nessuno dei due: il Manetone mendesiano si sarebbe occupato della preparazione del kyphi (un tipo d'incenso), mentre il Manetone sebennitano/tebano avrebbe scritto "Ricerche sulla natura; Apotelesmatica in versi e altre opere astrologiche." La Suda menziona autori che scrissero opere in greco durante il regno di Tolomeo II Filadelfo, ma non include Manetone. Tutto ciò che si può affermare, perciò, è che il redattore della Suda potrebbe aver confuso Tolomeo di Mendes con Manetone di Sebennito e che non avrebbe concordato con la versione riportata da Sincello, secondo il quale gli Aegyptiaca risalirebbero al regno di Tolomeo II Filadelfo (III secolo a.C.).

### Contenuto e struttura

#### Primo libro
Il primo libro della trattazione manetoniana iniziava con una introduzione o un preambolo che forniva senza dubbio una breve biografia di Manetone e ne esponeva i propositi storico-letterari. Nel preambolo l'autore affermava che il dio greco Ermes, identificato con il dio egizio Thot, avrebbe inventato la scrittura; gli scritti di questo primo Ermes sarebbero stati tradotti, da parte del figlio "Ermes Trismegisto, in una nuova scrittura chiamata "geroglifici"; i libri scritti da questo secondo Ermes sarebbero quindi stati raccolti e riadattati dal figlio, il dio Agatodemone. Stando all'autore, Agatodemone avrebbe finito la sua opera di ordinamento dei "libri sacri" del padre Ermes Trismegisto dopo l'ascesa al trono di Tolomeo II Filadelfo (285/3 a.C.): solamente allora sarebbe stato consentito al sacerdote Manetone di accedere a tali fonti: egli se ne sarebbe servito per redigere in lingua greca, per il faraone in carica, una storia dell'antico Egitto. Giorgio Sincello (VIII/IX secolo) ha scritto:
(Giorgio Sincello)

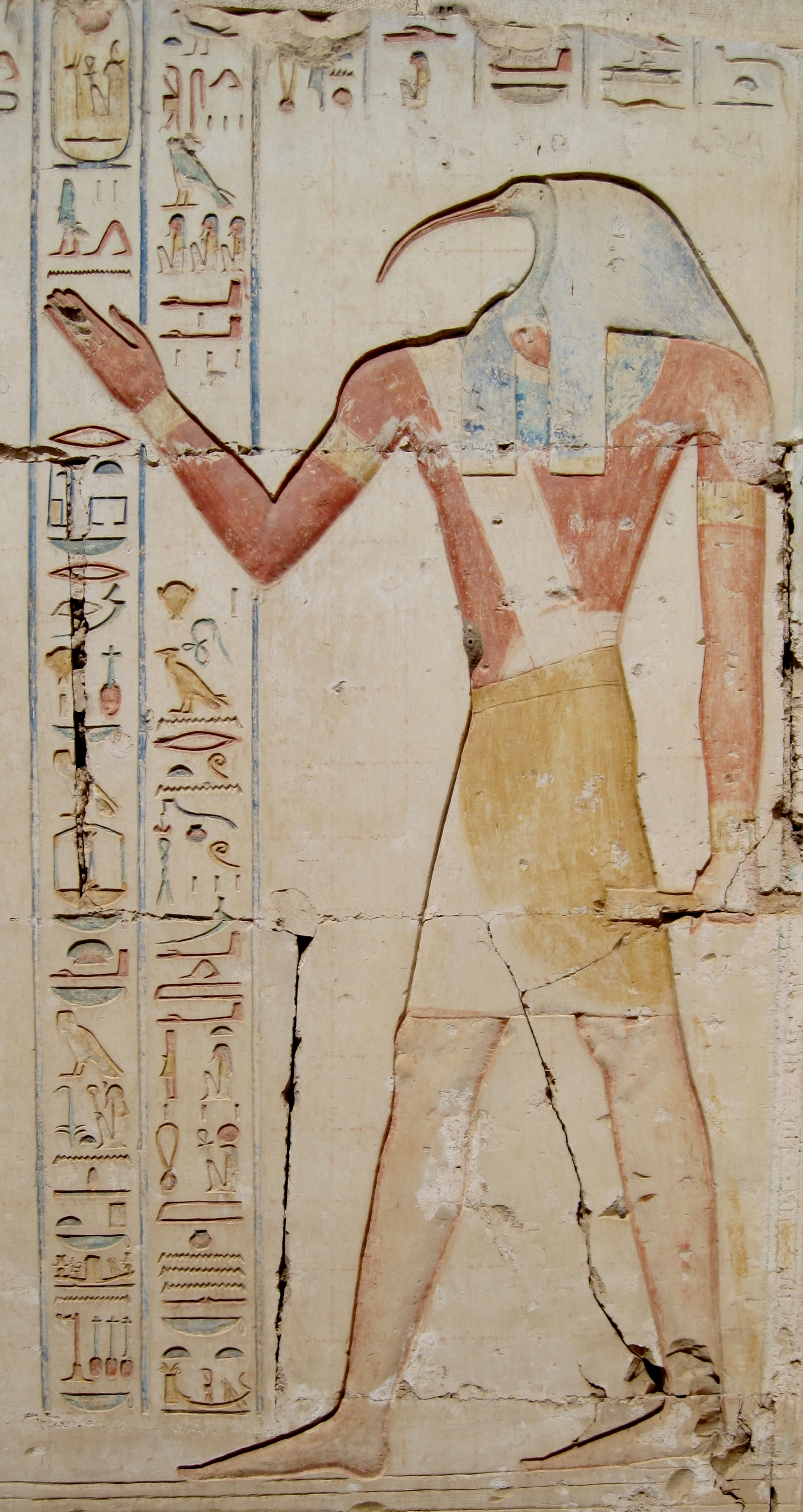
Il dio Thot, indicato come inventore della scrittura anche nell'introduzione degli Aegyptiaca di Manetone. Tempio di Ramses II, Abido.

È evidente che Giorgio Sincello, nominando questo Libro di Sothis, intendesse proprio gli Aegyptiaca: infatti il vero Libro di Sothis non trattava di mitici regni di dèi, semidèi e spiriti dei morti; né i faraoni d'Egitto vi comparivano suddivisi in trenta dinastie come invece negli Aegyptiaca. Sembra quindi che Giorgio Sincello abbia preferito chiamare alternativamente gli Aegyptiaca di Manetone "Libro di Sothis", anche se le ragioni di ciò non sono esplicabili. Un'attenta analisi dei contenuti del vero Libro di Sothis rivela che l'autore ebbe ben presente gli Aegyptiaca, stando ben attento a non toccare gli stessi argomenti; potrebbe trattarsi di una contraffazione d'epoca sconosciuta. Ogni faraone menzionato nel Libro di Sothis dopo Menes, il primo faraone, è del tutto inconciliabile con i resoconti dinastici di Sesto Giulio Africano ed Eusebio di Cesarea. 
A dispetto della confusione generata da Giorgio Sincello, il significato del preambolo degli Aegyptiaca è chiaro: l'autore considerava l'ascesa di Tolomeo II Filadelfo al trono come un punto di svolta per la storia egizia perché solo durante il suo regno il dio Agatodemone avrebbe completato la redazione dei "libri sacri", il che avrebbe consentito a Manetone di realizzare la sua storia dell'Egitto. Attraverso tre generazioni di dei (Thot, Ermes Trismegisto e Agatodemone) si sarebbe dipanata anche l'invenzione dei geroglifici, mediante i quali l'intera storia dell'Egitto sarebbe stata registrata in tre libri per Tolomeo II Filadelfo, a cui è indirizzata una "lettera" che l'autore riporta:
(Manetone)
La lettera è ovviamente una contraffazione, dal momento che in essa Manetone appella Tolomeo II con il titolo imperiale romano di "Augusto". Questo non piccolo anacronismo permette però di determinare il terminus post quem oppure la prima data di composizione, cioè il principato dell'imperatore romano Gaio Giulio Cesare Ottaviano Augusto (28 a.C.-14 d.C.), nel periodo d'attività di Tolomeo di Mendes. Dopo la lettera lo scritto prosegue enunciando le epoche più antiche della storia egizia ed enumerando gli dei, i semidèi e gli spiriti dei morti come sovrani d'Egitto: sette dèi-faraoni, poi quattro linee di semidèi e infine gli spiriti dei morti (evidentemente un altro genere di semidèi), ma il numero e i nomi dei quali non sono stati restituiti dai frammenti sopravvissuti. 
Questa lista di dèi, semidèi e "spiriti dei morti" deriva dall'edizione dell'opera di Manetone di cui si servì Eusebio di Cesarea. Giorgio Sincello scrive nell'Ecloga chronographica che sarebbe apparsa una diversa edizione di Manetone nella cui lista non figuravano gli "spiriti dei morti". Sincello accettò la lista trasmessa da Eusebio, così come la teoria di Eusebio secondo cui gli Egizi avrebbe avuto regolari mesi lunari di 30 giorni durante il periodo degli immortali, e rigettò l'altra lista di immortali che ometteva gli "spiriti dei morti".
DÈI
- Efesto (Ptah);
- Elio, figlio di Efesto (Ra);
- Sosis (Shu);
- Crono (Geb);
- Osiride;
- Tifone (Seth);

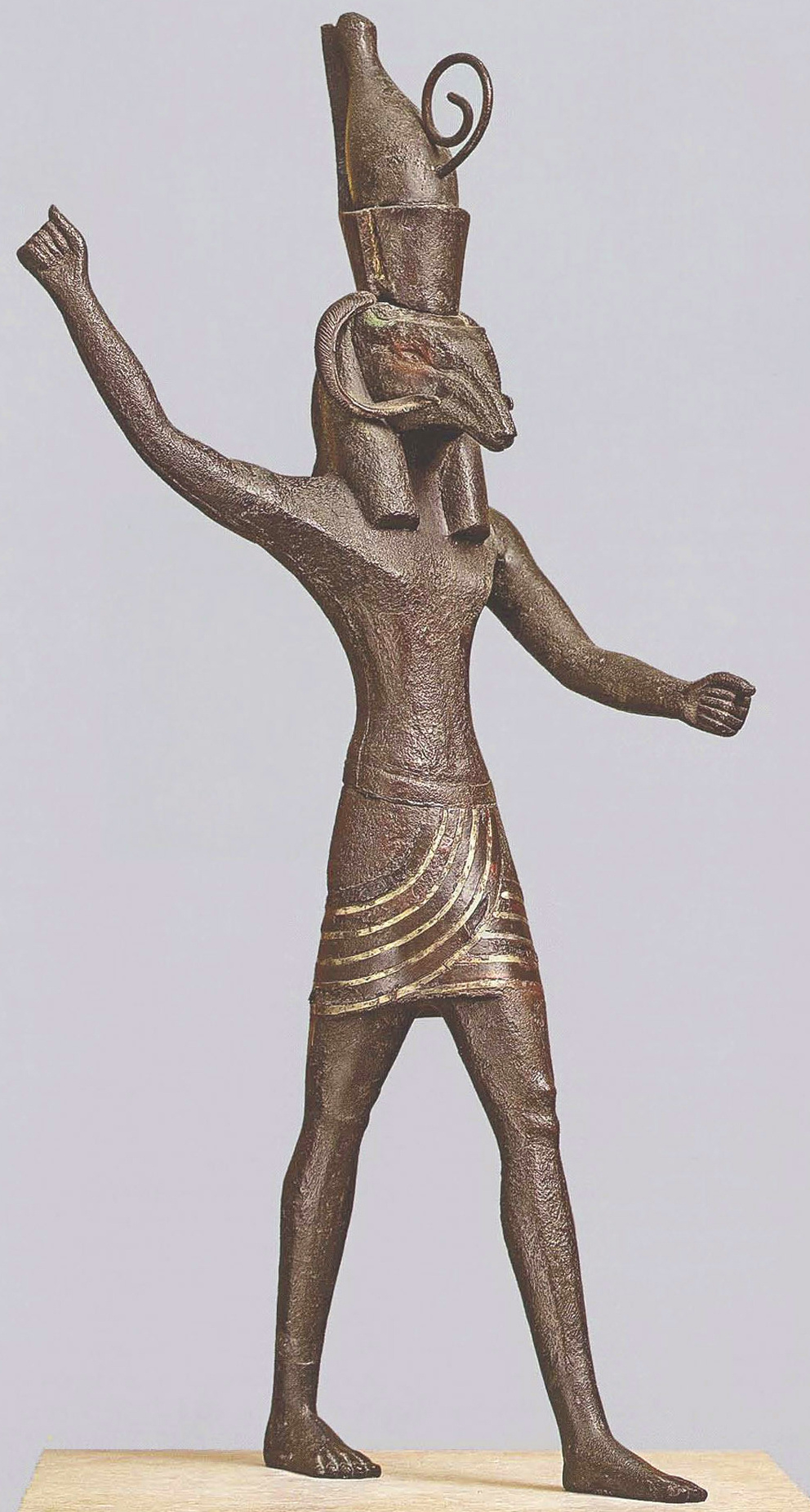
Seth in bronzo (AEIN 614) alla Ny Carlsberg Glyptotek di Copenaghen. Anche a lui Manetone attribuì un periodo di regno sull'Egitto.

- Orus, figlio di Osiride e Iside (Horus).

Totale: 13.900 anni.
SEMIDÈI:
- Semidèi per 1255 anni;
- Semidèi per 1815 anni;
- 30 semidèi di Menfi per 1790 anni;
- Semidèi di This (Tini) per 350 anni.

Totale: 5212 anni.
SPIRITI DEI MORTI
- Spiriti dei morti per 5813 anni.

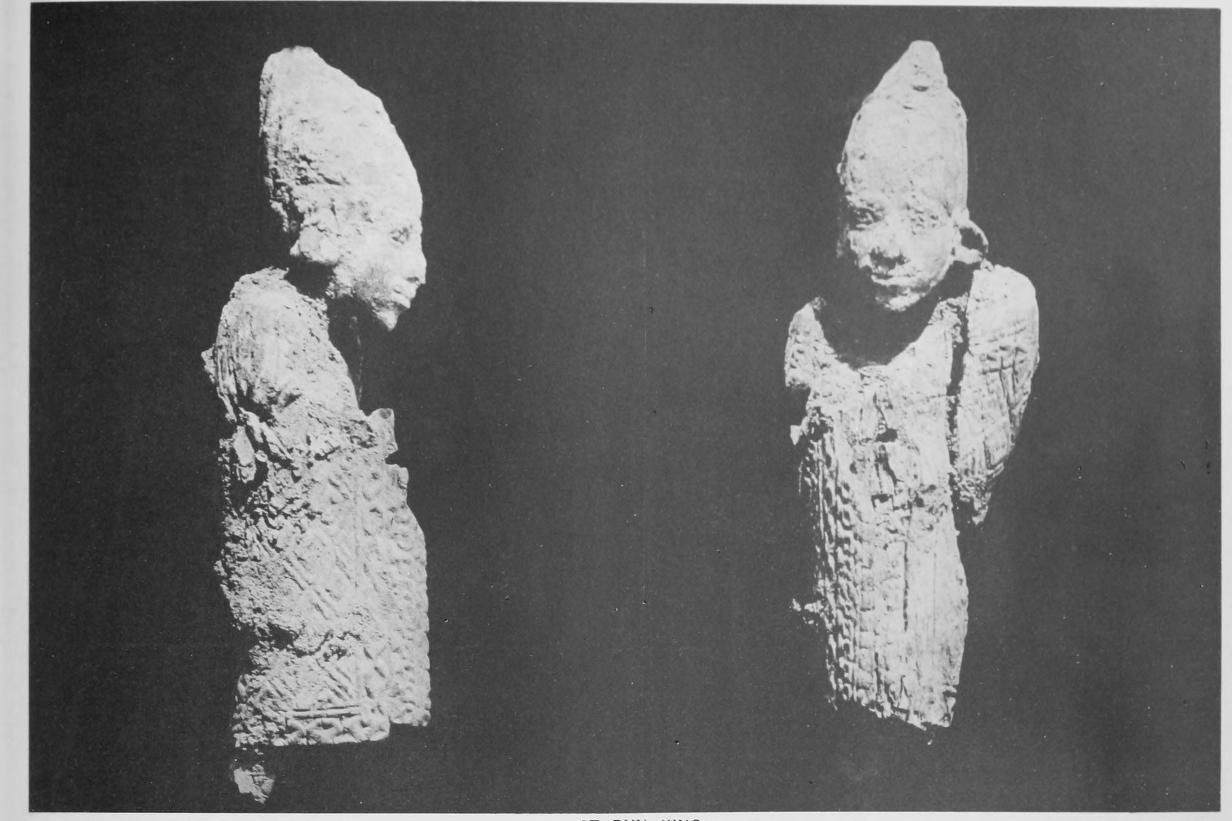
Faraone arcaico in avorio (EA37996). British Museum, Londra.

Totale per dèi, semidèi e spiriti dei morti: 24.925 anni. 
L'autore non traslitterò i nomi delle divinità, fornendone piuttosto gli equivalenti greci secondo una convenzione molto più antica: Ptah (egizio) = Efesto (greco); Ra = Elio; Shu, figlio di Ra = Sosis; Geb = Crono; Seth = Tifone; Horus = Orus; Thot = il primo Ermes.
Per quanto riguarda le dinastie che seguirono i "regni" degli "spiriti dei morti", Manetone indicava inizialmente cinque dinastie egizie native, cui se ne aggiunsero altre per un totale di trenta dinastie (ma successive edizioni ne riportavano trentuno) prima che Alessandro Magno conquistasse l'Egitto divenendo faraone. Il primo libro degli Aegyptiaca trattava delle prime undici dinastie, che coprirono i periodo della storia egizia oggi convenzionalmente noti come Periodo arcaico dell'Egitto, Antico Regno, Primo periodo intermedio e l'inizio del Medio Regno:
| Dinastia     | Epoca              | Dinastia      | Epoca          |
| ------------ | ------------------ | ------------- | -------------- |
| I dinastia   | ca. 3150–2890 a.C. | VII dinastia  | immaginaria    |
| II dinastia  | 2890–2686 a.C.     | VIII dinastia | 2181–2160 a.C. |
| III dinastia | 2686–2613 a.C.     | IX dinastia   | 2160–2130 a.C. |
| IV dinastia  | 2613–2498 a.C.     | X dinastia    | 2130–2040 a.C. |
| V dinastia   | 2498–2345 a.C.     | XI dinastia   | 2134–1991 a.C. |
| VI dinastia  | 2345–2181 a.C.     |               |                |

#### Secondo libro
Il secondo libro interessava le dinastie XII–XVIII nella prima edizione, raggruppando nella XVIII dinastia anche i faraoni della XIX. Tale libro discuteva la caduta del Medio Regno, il Secondo periodo intermedio, l'invasione degli Hyksos e la loro successiva cacciata dalla valle del Nilo da parte del fondatore del Nuovo Regno, re Ahmose I (circa 1549–1524 a.C.) della XVIII dinastia. Tale dinastia, nella prima edizione degli Aegyptiaca, avrebbe avuto fine con Thouoris (in egizio: T3-wsr.t, Tausert, morta nel 1189 a.C., ultima sovrana della XIX dinastia), che l'autore confondeva erroneamente con un sovrano maschile e con un re tebano di nome Polibo, menzionato da Omero e durante il regno del quale, continua l'autore, sarebbe caduta Troia.

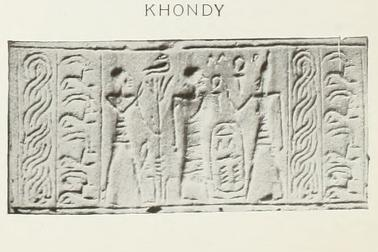
Sigillo attribuito al re hyksos Khamudi, ultimo occupante del Basso Egitto, sconfitto da Ahmose I e dalla regina madre Ahhotep I. Museo egizio del Cairo.

Il secondo libro si rivelò di particolare interesse per lo scrittore giudaico Flavio Giuseppe, che identificò gli invasori asiatici Hyksos con gli antichi Israeliti usciti dall'Egitto durante l'Esodo (Contro Apione 1.82–92) e produsse una dissertazione etimologica sul termine "Hyksos", notando che il termine era riferito in differenti versioni da Manetone nelle edizioni conflittuali degli Aegyptiaca; Flavio Giuseppe si pronunciò a favore della etimologia manetoniana di "pastori prigionieri" (Contro Apione 1.91), che sembra risalire alla prima edizione, rispetto alla successiva ricostruzione etimologica di "re pastori" (Contro Apione 1.82–83) propugnata dalla seconda e terza edizione. Evidentemente, nella prima edizione gli Hykosos erano sospettati essere invasori dall'Arabia, mentre la seconda e la terza edizione li avrebbero appellati "Fenici" (intendendo Cananei); stando a Manetone, essi avrebbero edificato Gerusalemme, prima nota come "Salem", dopo la loro espulsione dall'Egitto. Questa tradizione sembrerebbe suggerire la loro identificazione con i Gebusei, una tribù biblica.

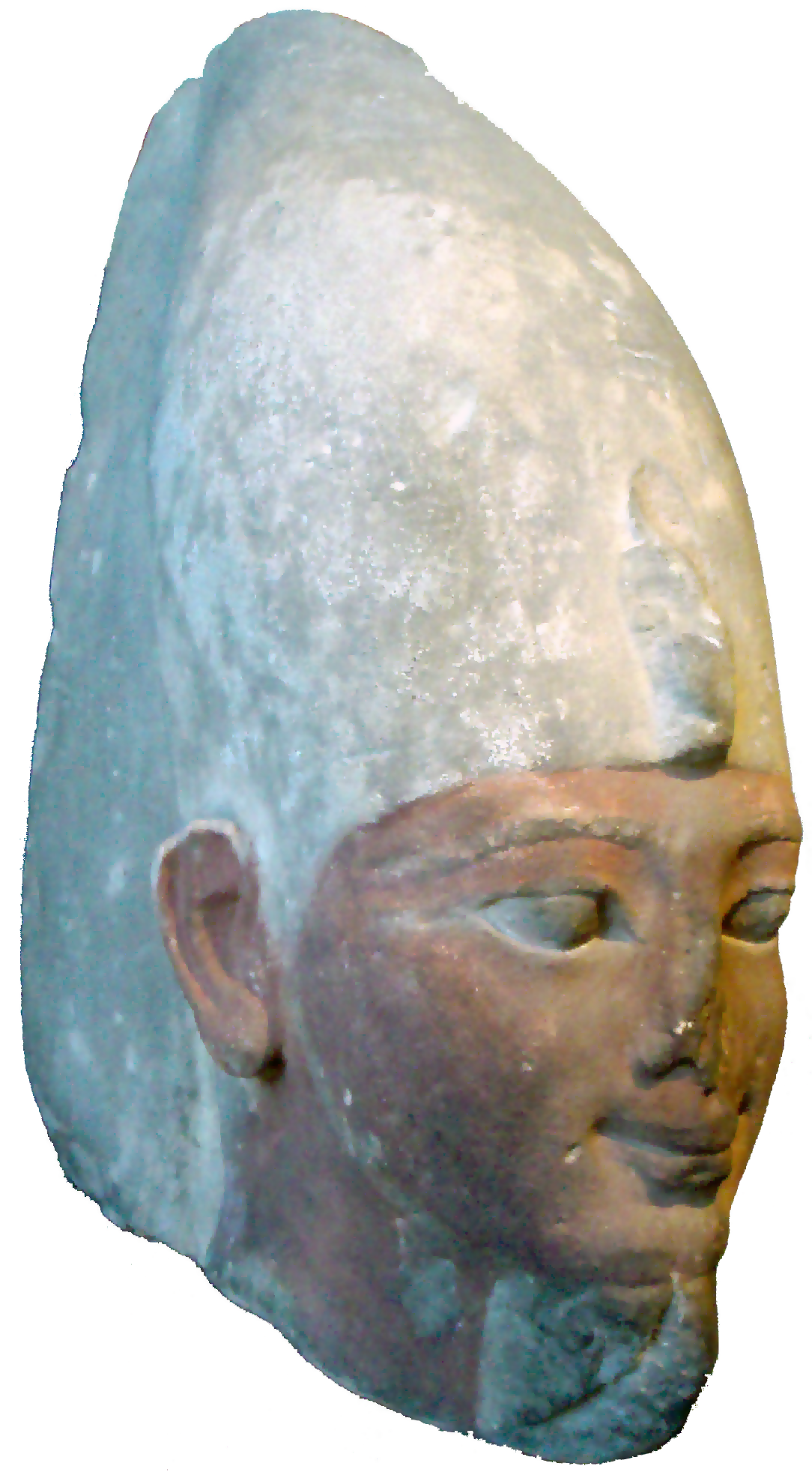
Testa di Ahmose I in arenaria. Brooklyn Museum, New York.

Le tre edizioni degli Aegyptiaca sono evidenziate dai nomi attribuiti al faraone fondatore della XVIII dinastia: nella prima edizione il suo nome era erroneamente e curiosamente scritto Tethmosis (Τέθμωσις); nella seconda edizione divenne Amosis (Ἄμωσις); finalmente, nella terza, fu corretto in Amos (Ἄμως), che è la trascrizione greca più accurata dell'originale egizio Ahmose (Ah.mss.e).

#### Terzo libro
Il terzo libro continuava con la "XIX dinastia" egizia, che divenne la XX dinastia nella seconda a terza edizione, e si concludeva con la "XXX dinastia", cioè la XXXI dinastia delle due edizioni successive. Il "rinascimento saita" veniva fatto coincidere con la "XXV dinastia" (XXVI dinastia), mentre la "XXVI dinastia" corrisponde alla XXVII dinastia degli imperatori achemenidi che si fecero incoronare faraoni. Seguiva la menzione di altre tre dinastie autoctone, indi la "XXX dinastia" di Manetone, la XXXI dinastia nella realtà, con gli ultimi tre faraoni persiani (anche se quest'ultima potrebbe essere stata aggiunta dopo la morte di Manetone). Entrambi gli antichi autori Mosè di Corene (410–490) e Sofronio Eusebio Girolamo (347–419/20) ritennero di far finire la storia egizia con l'ultimo faraone autoctono Nectanebo II, deposto nel 342 a.C. (dicono rispettivamente "ultimo re degli Egizi" e "distruzione della monarchia egizia"), ma la persiana XXX dinastia (= XXXI dinastia) rientra nell'intenzione dell'autore di narrare la storia egizia dai primi tempi, attraverso le dinastie, fino all'epoca del faraone macedone Tolomeo II.
Il sistema di numerazione delle dinastie seguito nella prima edizione fu poi modificato dall'autore in quelle successive, ma quasi certamente concluse il terzo libro con la figura di Dario III di Persia, ultimo faraone achemenide (336–330 a.C.); parlava anche, erroneamente, della cattura ed esecuzione di Dario III da parte di Alessandro Magno, svista che provvide a rimuovere nella redazione finale (Dario III fu infatti assassinato a tradimento da un suo satrapo). 

### Trasmissione e ricezione
Estratti dal lavoro originale nella sua interezza sono conservati da Giuseppe Flavio, insieme ad altri brani pseudo-manetoniani: la conservazione di Manetone soprattutto in Giuseppe dipende dal fatto che gli ebrei ellenizzati erano molto interessati alla sua opera a causa del legame dei loro antenati con l'Egitto e che cercarono di basare le loro teorie sull'origine e l'antichità degli ebrei fondandosi saldamente sulle tradizioni autentiche d'Egitto. In Manetone, infatti, anche se ritrovavano una sgradevole testimonianza della discendenza degli ebrei da colonie di lebbrosi, i giudei ellenizzati identificarono i loro antenati con gli Hyksos, e l'Esodo con l'espulsione di questi invasori.
Una Epitome della storia di Manetone fu fatta in tempi brevi - non da Manetone stesso - sotto forma di elenchi di dinastie, con brevi note su eventi importanti. I resti di questa Epitome sono preservati da cronografi cristiani, soprattutto Africano ed Eusebio, il cui scopo era quello di confrontare le cronologie delle nazioni orientali con la Bibbia. Dei due, il fondatore della cronografia cristiana, Sesto Giulio Africano, la cui Cronaca giungeva al 217 o 221, trasmette l'Epitome in una forma più precisa; mentre Eusebio, il cui lavoro si estende al 326, è responsabile di alterazioni notevoli del testo originale di Manetone.
Giorgio Sincello (761 – 846) inserisce nella sua opera Cronografia proprio tale Epitome, ossia una lista di sovrani dell'antico Egitto, in cui suddivide tutti i sovrani tra trenta dinastie, assegnando a ciascuno di essi una durata del regno. L'epitome di Sincello è basata sui dati di Sesto Africano ed Eusebio di Cesarea, e quindi, in definitiva, di Manetone.
La composizione di una simile opera si rese necessaria per farsi comprendere dai conquistatori di Alessandro Magno, che dell'Egitto avevano l'immagine, non sempre affidabile, tramandata da Erodoto. Tuttavia, nello sforzo di compilare una storia esaustiva dei faraoni, Manetone non è sempre obiettivo, pur dichiarando di attingere alle cronache reali.
Non sempre, in effetti, è stato possibile associare ai nomi forniti da Manetone un sovrano conosciuto attraverso altre fonti, sia epigrafiche che archeologiche.
Scarsamente affidabili sono le durate dei regni, che risultano spesso sovrastimate; secondo Manetone, le trenta dinastie avrebbero governato l'Egitto per oltre 5000 anni.